# 南洞インダスパーク駅
南洞インダスパーク駅（ナムドン・インドスパークえき/ナンドン・インドスパークえき）は大韓民国仁川広域市南洞区論峴古棧洞にある、韓国鉄道公社（KORAIL）水仁・盆唐線の駅。駅番号は「K264」。
「インダスパーク」は英語のindustryとparkを組み合わせた造語で、近隣の工業団地に由来する。

## 歴史
- 1937年8月5日 -  南洞駅 (남동역)として営業開始[1]。
- 1985年10月15日 - 南洞産業団地の開発により駅舎を撤去。
- 1992年7月20日 - 延寿宅地開発により営業中止[2]。
- 1994年9月1日 - 水仁線（松島～漢大前）の廃止により同駅も廃駅[3]。
- 2012年6月30日 - 水仁線再開業により 南洞インダスパーク という駅名で営業開業[4]。
- 2020年9月12日 - 水仁・盆唐線の開業により駅番号がK256からK264に変更。

## 駅構造

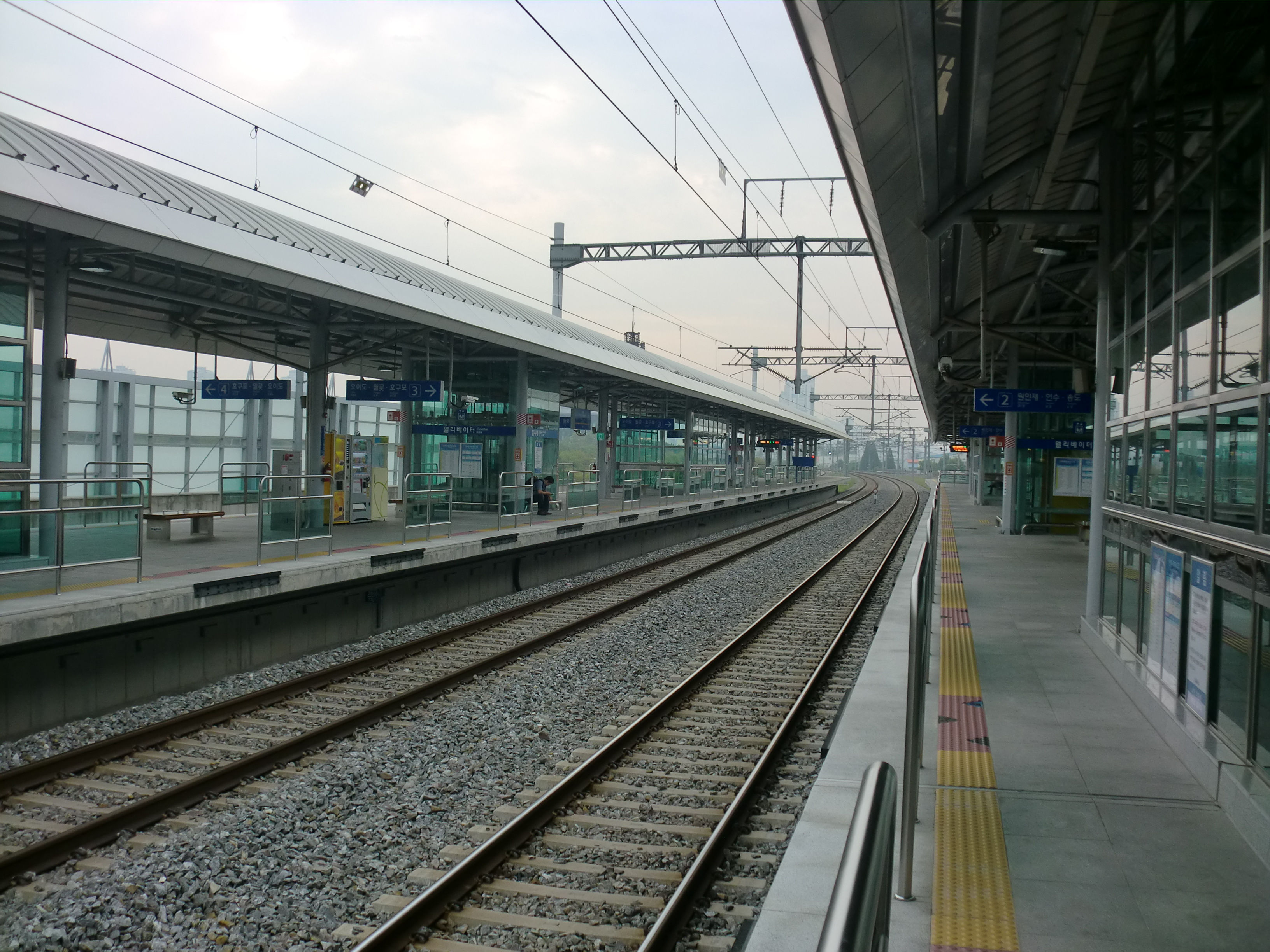
プラットホーム

島式ホーム2面4線の高架駅。ホーム南側に側線が3線ある。

### のりば
| ↑ 源仁斎       |
| \| 12 \| 34 \| |
| 虎口浦 ↓       |

| 1・2 | 水仁・盆唐線 | 源仁斎・松島・仁川方面   |
| 3・4 | 水仁・盆唐線 | 虎口浦・水原・往十里方面 |

## 利用状況
近年の一日平均乗車人員推移は下記の通り。
なお、2012年は開業日の6月30日から12月31日までの185日間を基準にしたものである。
| 路線         | 路線     | 2010年 | 2011年 | 2012年 | 2013年 | 2014年 | 2015年 | 2016年 | 2017年 | 2018年 | 2019年 | 出典  |
| ------------ | -------- | ------ | ------ | ------ | ------ | ------ | ------ | ------ | ------ | ------ | ------ | ----- |
| 水仁・盆唐線 | 乗車人員 | 未開業 | 未開業 | 945    | 1,340  | 1,648  | 1,677  | 1,941  | 2,112  | 1,985  | 1,974  | [ 5 ] |
| 水仁・盆唐線 | 降車人員 | 未開業 | 未開業 | 985    | 1,506  | 1,855  | 1,851  | 2,121  | 2,324  | 2,164  | 2,163  | [ 5 ] |
| 路線         | 路線     | 2020年 | 2021年 | 2022年 | 2023年 |        |        |        |        |        |        | [ 5 ] |
| 水仁・盆唐線 | 乗車人員 | 1,684  | 1,796  | 1,823  | 1,856  |        |        |        |        |        |        | [ 5 ] |
| 水仁・盆唐線 | 降車人員 | 1,839  | 1,980  | 2,008  | 2,070  |        |        |        |        |        |        | [ 5 ] |

## 駅周辺
- 仁川工団消防署
- 韓国産業団地公団仁川地域本部
- 韓国産業人力公団（朝鮮語版）
- 仁川商工会議所
- 南洞工団郵便局
- 仁川地方中小企業庁

## 隣の駅
韓国鉄道公社
 水仁・盆唐線
急行
通過
緩行
虎口浦駅 (K263) - 南洞インダスパーク駅 (K264) - 源仁斎駅 (K265)